# Zwojek sztyletowaty
Zwojek sztyletowaty (Barbula unguiculata Hedw.) – gatunek mchu należący do rodziny płoniwowatych (Pottiaceae Schimp.).

## Rozmieszczenie geograficzne
Występuje w Ameryce Północnej (Kanada, Stany Zjednoczone, Meksyk), Ameryce Centralnej, Ameryce Południowej, Europie, Azji, północnej Afryce i Australii.
W Polsce podawany np. z województwa śląskiego, pasma Gorców i Bieszczadów.

## Morfologia
GametofitFormuje jasne żółtozielone darnie wysokości do 1,5 cm. Listki skręcone w ciasną spiralę w stanie suchym, rozpostarte gdy wilgotne, przeważnie długości 1,5–2 mm. Listki podłużne, z zaokrąglonym wierzchołkiem zakończonym wystającym żebrem w formie krótkiego, grubego kolca. Brzegi blaszki są zawinięte, często na prawie całej długości listka.
SporofitPuszki osadzone pionowo na czerwonych setach.

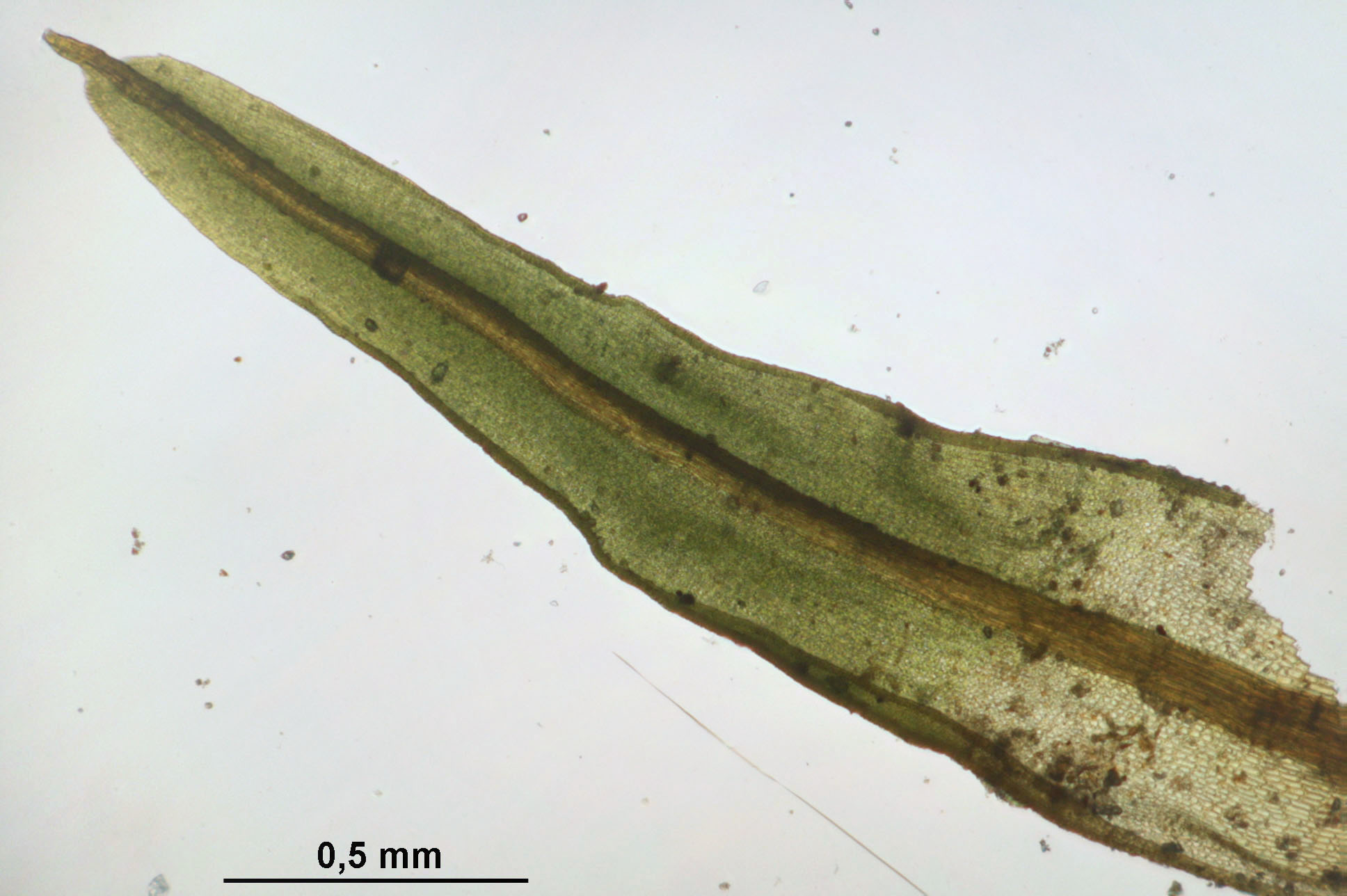
Listek
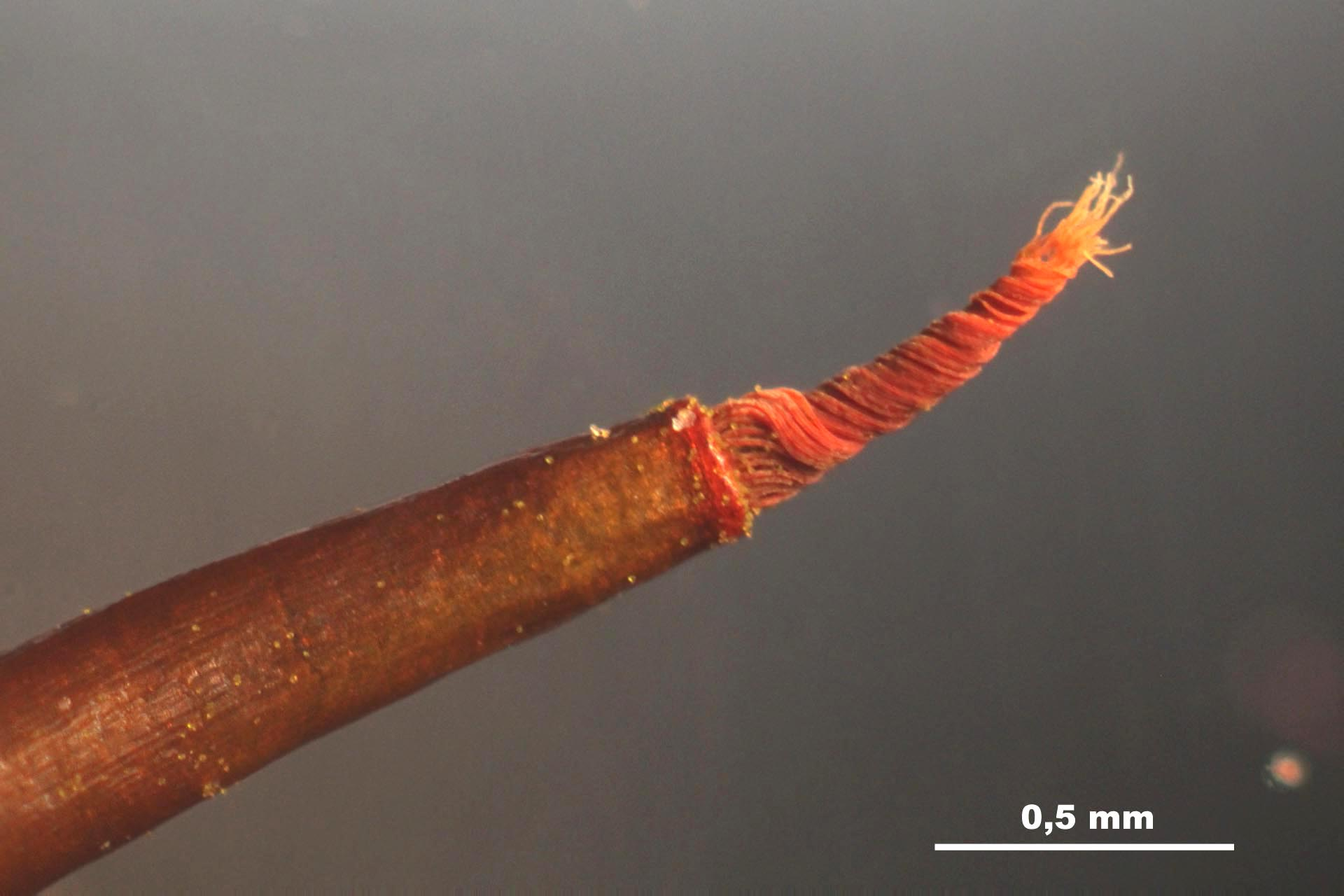
Puszka z widocznymi zębami perystomu
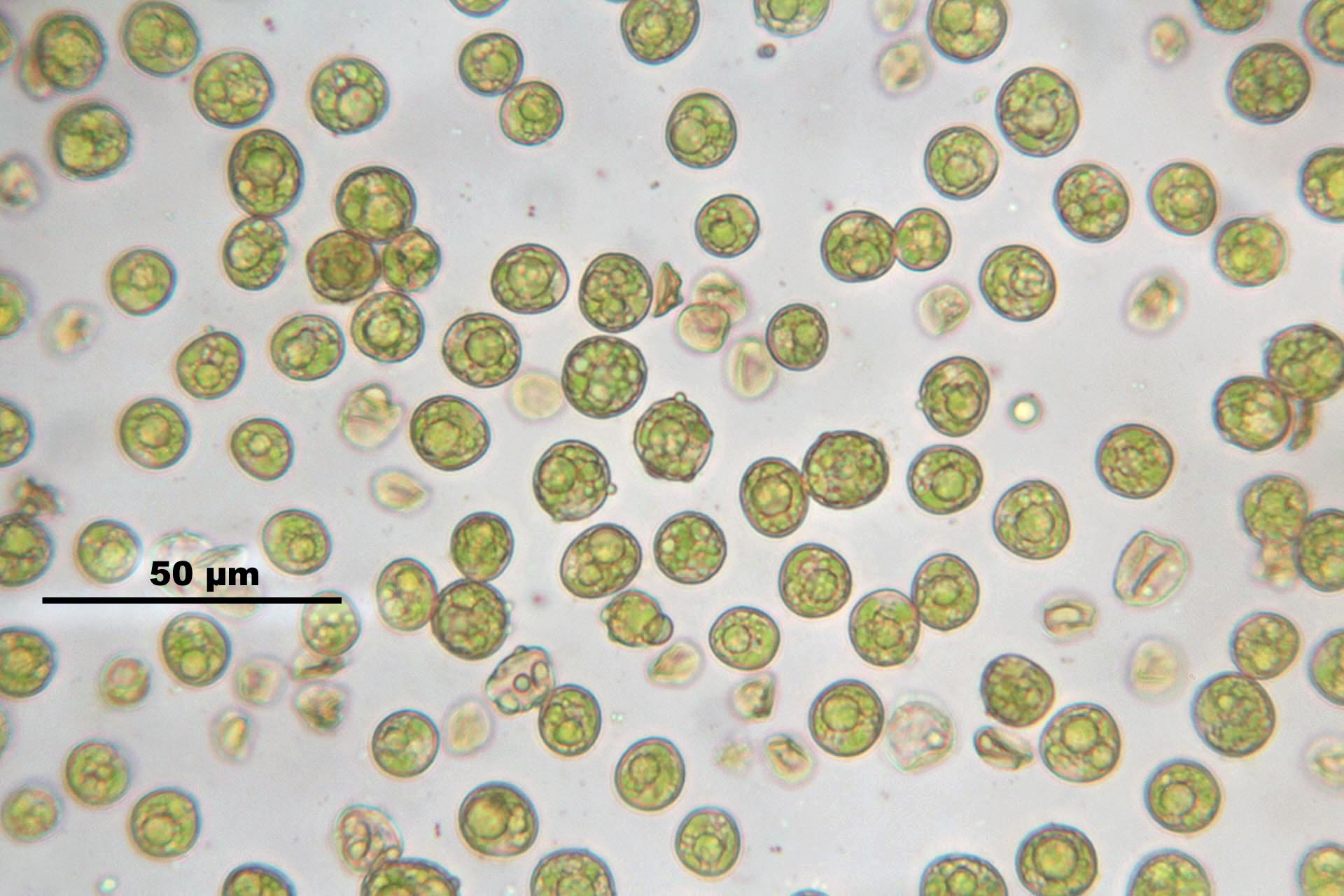
Zarodniki

## Biologia i ekologia
Gatunek kilkuletni, dwupienny. Puszki zarodni dojrzewają w zimie i wczesną wiosną, sporadycznie latem lub jesienią. Na obszarze Bieszczadów nie stwierdzono sporogonów.
Gatunek światłolubny, mezofilny, słabo kalcyfilny. Rośnie na glebie i kamieniach, na naturalnych, półnaturalnych lub ruderalnych i otwartych siedliskach, takich jak obrzeża potoków, brzegi ścieżek, ogrody, pola i stare mury.
Występuje na wysokości 50–2700 m n.p.m. Bieszczadach występuje do 850 m n.p.m.

## Systematyka i nazewnictwo
Synonimy: Barbula amoena Schumach., Barbula apiculata Hedw., Barbula aristata (Dicks.) Brid., Barbula dubia Schumach., Barbula ericetorum (Dicks. ex With.) P. Beauv., Barbula fastigiata Schultz, Barbula gattefossei P. de la Varde, Barbula himantina Besch., Barbula incerta Schumach., Barbula indigens (Renauld & Cardot) Renauld & Cardot, Barbula linoides (Hedw.) Brid., Barbula mucronulata Hoffm. ex F. Weber & D. Mohr, Barbula nervosa Crome, Barbula ochracea Broth., Barbula saundersii Cardot & Thér., Barbula stricta Hedw., Barbula subunguiculata Schimp. ex Besch., Barbula tokyensis Besch., Barbula trichostomifolia Müll. Hal., Bryum aristatum Dicks., Bryum ericetorum Dicks. ex With., Bryum linoides Hedw., Bryum mucronulatum Dicks. ex With., Dialytrichia canariensis Bryhn, Dicranum laxum Brid., Didymodon mildei Schimp., Orthopyxis aristata (Dicks.) P. Beauv., Orthopyxis barbata P. Beauv., Tortula dubia (Schumach.) P. Beauv., Tortula linoides (Hedw.) P. Beauv., Tortula tenuis P. Beauv., Trichostomum indigens Renauld & Cardot, Trichostomum pensylvanicum Spreng.
Odmiany:
- Barbula unguiculata var. elongata (Schultz) Brid.[3]
- Barbula unguiculata var. lanceolata (Hedw.) Dixon[3]
- Barbula unguiculata var. robusta Schimp. – zwojek sztyletowaty mocny[7]

## Zagrożenia
Gatunek został wpisany w 2011 r. na czerwoną listę mchów województwa śląskiego z kategorią zagrożenia „LC” (najmniejszej troski). W Czechach w 2005 r. również nadano mu kategorię „LC”. Odmianie B. u. var. robusta przyznano w województwie śląskim kategorię „DD” (o nieokreślonym zagrożeniu, wymagające dokładniejszych danych).
Stanowiska tego gatunku występują na obszarze Gorczańskiego Parku Narodowego i Bieszczadzkiego Parku Narodowego.